# Martial Solal Dodecaband Plays Ellington
Albums de Martial Solal Dodecaband
Balade du 10 mars
(1999) NY-1: Live at the Village Vanguard
(2001)
Martial Solal Dodecaband plays Ellington est un album avec big band du pianiste de jazz français Martial Solal, sorti en 2000 sur le label CamJazz.

## À propos de l'album
Le travail de Solal sur Ellington avec son Dodecaband remonte à 1994, à l'occasion d'une invitation du festival Banlieues Bleues.
Dans cet album, enregistré en 1997 et sorti en 2000, Martial Solal donne des versions très personnelles de standards de Duke Ellington. Ce répertoire, très connu et déjà bien exploré, y compris par Ellington lui-même, est un terrain de jeu idéal pour Solal. Il se livre à un travail de recomposition des thèmes empreint d'humour et parfois proche de l'écriture de la musique contemporaine, en s'éloignant largement des thèmes initiaux, qui souvent n'apparaissent que de façon fantomatique : ainsi la mélodie d'It Don't Mean a Thing n'apparaît qu'au bout de 180 mesures. Son but est de « montrer, grâce à des pièces très connues, que le travail d'arrangeur est en fait un travail de compositeur ». Ainsi, par exemple, dans le medley qui clôt l'album, les morceaux ne se succèdent pas : ils s'entremêlent et se superposent de façon kaléidoscopique : le tromboniste peut ainsi commencer un solo sur Cotton Tail alors qu'un autre joue encore sur Don't Get Around Much Anymore.
La façon dont les tempos sont régulièrement doublés ou diminués évoque plus George Russell qu'Ellington ; on peut également penser au swing de Bill Holman ou à Gil Evans. L'excentricité réfléchie de Solal peut également rappeler Parade or Vexations de Satie.
L'orchestre est constitué de douze musiciens, soit moins que dans la plupart des big bands, ce qui permet à Solal plus de fluidité dans les arrangements. S'il est le pianiste de l'orchestre, il ne cherche pas à se donner le beau rôle, mettant plutôt en valeur les cuivres et en particulier Jean-Louis Chautemps, le soliste le plus présent.

## Réception critique
Le disque est en général très bien accueilli par la critique (Le Monde, The New York Times, The Washington Post, JazzTimes, Rondo (de), musiquefrancaise.net , etc.).
Selon Steve Loewy (AllMusic), il s'agit d'un des meilleurs hommages jamais rendus à Duke Ellington. Pour Craig Jolley (All About Jazz), « le big band de Solal est une révélation ».
Pour Michael Lellouche (Citizen Jazz), en tant que premier enregistrement du groupe que Solal a fondé une dizaine d'années auparavant, « il s’agit d’un disque événement ». Pourtant, il regrette que « l’émotion parvie[nne] difficilement à se frayer un chemin dans cet océan de technique glacée ».

## Liste des pistes
| No | Titre | Musique | Durée |
| -- | --- | --- | ----- |
| 1. | Satin Doll | Billy Strayhorn/Duke Ellington/Johnny Mercer | 7:31  |
| 2. | Caravan | Duke Ellington/Juan Tizol | 15:00 |
| 3. | In a Sentimental Mood | Duke Ellington/Irving Mills/Manny Kurtz | 8:40  |
| 4. | It Don't Mean a Thing (If It Ain't Got That Swing) | Duke Ellington | 9:04  |
| 5. | Take the "A" Train | Billy Strayhorn | 10:06 |
| 6. | Medley : - Cotton Tail - Don't Get Around Much Anymore - Things ain't what they used to be - Take the "A" Train - Prelude to a Kiss - Sophisticated Lady - I got it bad (and it ain't good) - Do nothing till you hear from me | Medley : - Duke Ellington - Duke Ellington/Bob Russell - Mercer Ellington/Ted Persons - Billy Strayhorn - Duke Ellington/Irving Gordon/Irving Mills - Duke Ellington - Duke Ellington/Paul Francis Webster - Duke Ellington/Bob Russell | 8:59  |

## Personnel
- Martial Solal - direction, piano
- Jean-Louis Chautemps, Sylvain Beuf - saxophones
- Jean-Pierre Solvès - saxophone baryton, flûte
- Toni Russo, Roger Guérin, Éric Le Lann - trompettes
- Denis Leloup, Jacques Bolognesi - trombones
- Didier Havet - tuba
- Patrice Caratini - contrebasse
- François Merville - batterie
- Umberto Pagnini - batterie sur Take the "A" Train